# Unia Polityki Realnej

Flaga UPR

Unia Polityki Realnej (UPR) – polska konserwatywno-liberalna partia polityczna, założona jako stowarzyszenie Ruch Polityki Realnej 14 listopada 1987 w Józefowie. Sygnatariuszami byli m.in. Ryszard Czarnecki, Stefan Kisielewski, Janusz Korwin-Mikke, Stanisław Michalkiewicz, Robert Smoktunowicz i Andrzej Sadowski. 6 grudnia 1990 ugrupowanie zostało zarejestrowane jako partia pod nazwą „Konserwatywno-Liberalna Partia Unia Polityki Realnej” (nazwę „Unia Polityki Realnej” stowarzyszenie przyjęło jesienią 1988). UPR związała się z powołaną 10 grudnia 2014 partią Ruch Narodowy, współpracując z nią do 2016. W latach 2015–2019 UPR ściśle współpracowała z ruchem Kukiz’15.

## Cele
Celem partii jest utworzenie państwa minimum, ograniczonego do realizacji podstawowych funkcji, takich jak zapewnienie:
- bezpieczeństwa swoim obywatelom,
- niezbędnej infrastruktury do efektywnego funkcjonowania,
- finansowania edukacji w stopniu podstawowym oraz średnim,
- minimum socjalnego dla emerytów,
- finansowania leczenia dla ciężko i obłożnie chorych.

## Historia

### UPR jako stowarzyszenie
7 kwietnia 1989 Unia Polityki Realnej została zarejestrowana jako stowarzyszenie. Jego prezesem został Janusz Korwin-Mikke, I wiceprezesem Lech Pruchno-Wróblewski, II wiceprezesem Wojciech Merklejn, a sekretarzem Stanisław Michalkiewicz. Janusz Korwin-Mikke zgłosił swoją kandydaturę w wyborach prezydenckich w 1990, jednak nie uzyskał 100 000 podpisów poparcia, co uniemożliwiło mu rejestrację.

### Działalność partii w Sejmie
W wyborach parlamentarnych w Polsce w 1991 na UPR oddano w skali całego kraju 253 024 głosy (2,26%). Partia wprowadziła do Sejmu trzech posłów: Janusza Korwin-Mikkego (z Poznania), Lecha Pruchno-Wróblewskiego (z Warszawy) i Andrzeja Sielańczyka (z Katowic). W trakcie kadencji do koła poselskiego UPR dołączył poseł Antoni Dzierżyński (z Legnicy). W swych działaniach w Sejmie posłowie UPR skupiali się na zagadnieniach gospodarczych, w tym prywatyzacji i reprywatyzacji.
Najważniejszą inicjatywą UPR był, wniesiony przez Janusza Korwin-Mikkego, projekt uchwały lustracyjnej nakazującej ministrowi spraw wewnętrznych ujawnienie nazwisk posłów, senatorów, ministrów, wojewodów, sędziów i prokuratorów będących tajnymi współpracownikami UB i SB. Uchwałę Sejm podjął 28 maja 1992, a gwałtowna reakcja przeciw jej wykonaniu była bezpośrednią przyczyną upadku rządu Jana Olszewskiego (więcej w artykule Lista Macierewicza).
Inne inicjatywy ustawodawcze koła poselskiego UPR w Sejmie I kadencji dotyczyły projektów: Konstytucji RP (autorstwa Stanisława Michalkiewicza, nie był rozpatrywany z uwagi na brak poparcia – zamiast wymaganych 56 podpisało go 25 posłów), ustawy o większościowej ordynacji wyborczej (jednomandatowe okręgi wyborcze, odrzucony), o Radzie Stanu (odrzucony), o reprywatyzacji i rekompensatach (dwukrotnie), o obniżeniu ceł na samochody (zablokowany przez Komisję Ustawodawczą), o zmianie pozycji prawnej związków zawodowych (odrzucony), o zmianie ustawy o zwalczaniu zbrodni ludobójstwa (rozszerzenie definicji ludobójstwa na zbrodnie popełnione w ramach „walki klasowej” z likwidacją ich przedawnienia) oraz projekty ustaw o zmianie ustawy o podatku od towarów i usług oraz o podatku akcyzowym (zmiana stawki VAT z 22 na 7%), które nie zostały rozpatrzone z powodu rozwiązania Sejmu.
Gdy w maju 1993 w Sejmie głosowano wotum nieufności dla rządu Hanny Suchockiej, posłowie UPR poparli ten wniosek. Głosowanie przeciw wotum posłowie UPR uzależnili od zagwarantowania przez rząd przeprowadzenia reprywatyzacji lub obniżenia stawki podatku VAT. Rząd odmówił przyjęcia tego warunku, po czym upadł większością 1 głosu.
W Sejmie I kadencji lider UPR oprócz swoich działań zasłynął wieloma barwnymi wypowiedziami. Wyrażenie „rząd rżnie głupa” weszło na trwałe do języka polskiego.

### Działalność w latach 1993–2009

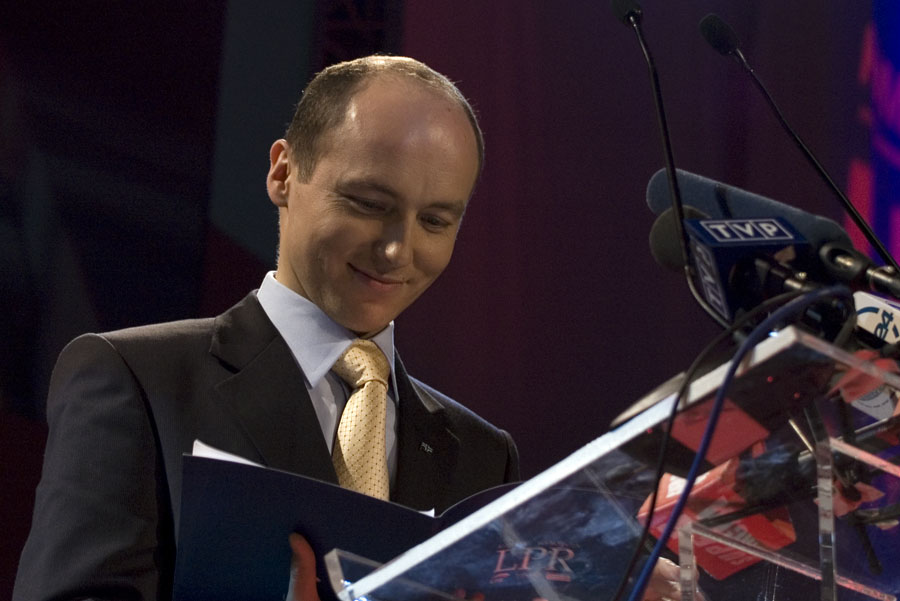
Wojciech Popiela na konwencji wyborczej LPR (2007)

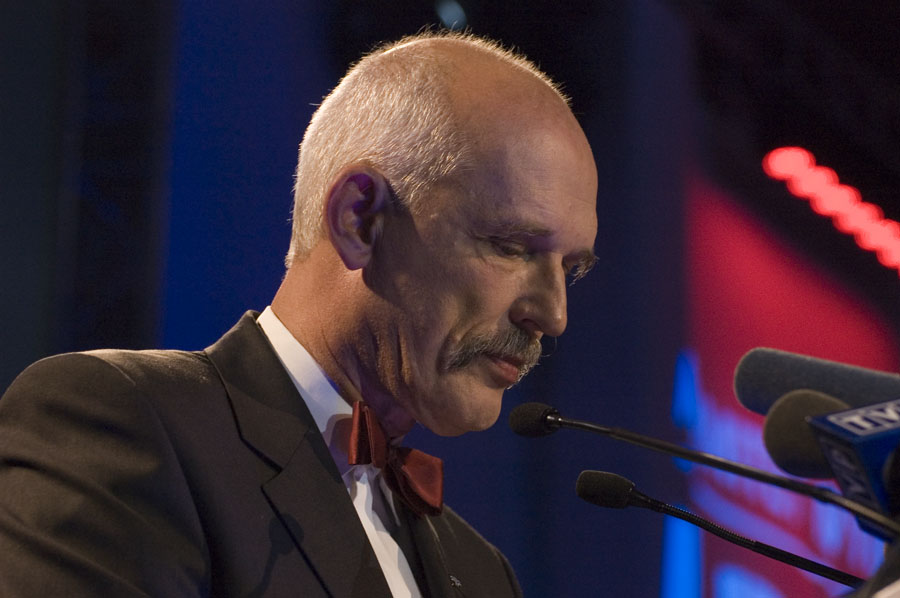
Janusz Korwin-Mikke w czasie kampanii przed wyborami parlamentarnymi (2007)

W wyborach parlamentarnych w 1993 na UPR oddano 438 559 głosów (3,2%). Jednak mimo znacznego wzrostu poparcia, UPR nie wprowadziła do parlamentu ani jednego przedstawiciela (były to pierwsze wybory parlamentarne, w których wprowadzono pięcioprocentowy próg wyborczy). W czerwcu 1995 do UPR wstąpił poseł Jan Skrobisz wybrany z listy KPN (przechodząc z BBWR).
Podczas wyborów prezydenckich w 1995 Janusz Korwin-Mikke uzyskał 428 969 głosów (2,4%).
W grudniu 1995 Mariusz Dzierżawski (wiceprezes partii od 1991) wraz z frakcją swoich zwolenników próbował obalić ówczesnego prezesa Janusza Korwin-Mikkego. W wyniku niepowodzenia opuścił partię wraz z grupą działaczy UPR i w styczniu 1996 powołał Stronnictwo Polityki Realnej, zostając jego prezesem. W 1997 SPR przystąpiło do Akcji Wyborczej Solidarność. Wkrótce zaprzestało swojej działalności.
Do wyborów parlamentarnych w 1997 UPR startowała wraz z innymi mniejszymi partiami (m.in. Republikanami i RdR) jako komitet Unia Prawicy Rzeczypospolitej. Na listy tego komitetu padło 266 317 głosów (2,1%).
W wyborach prezydenckich w 2000 Janusz Korwin-Mikke uzyskał 252 499 głosów (1,4%).

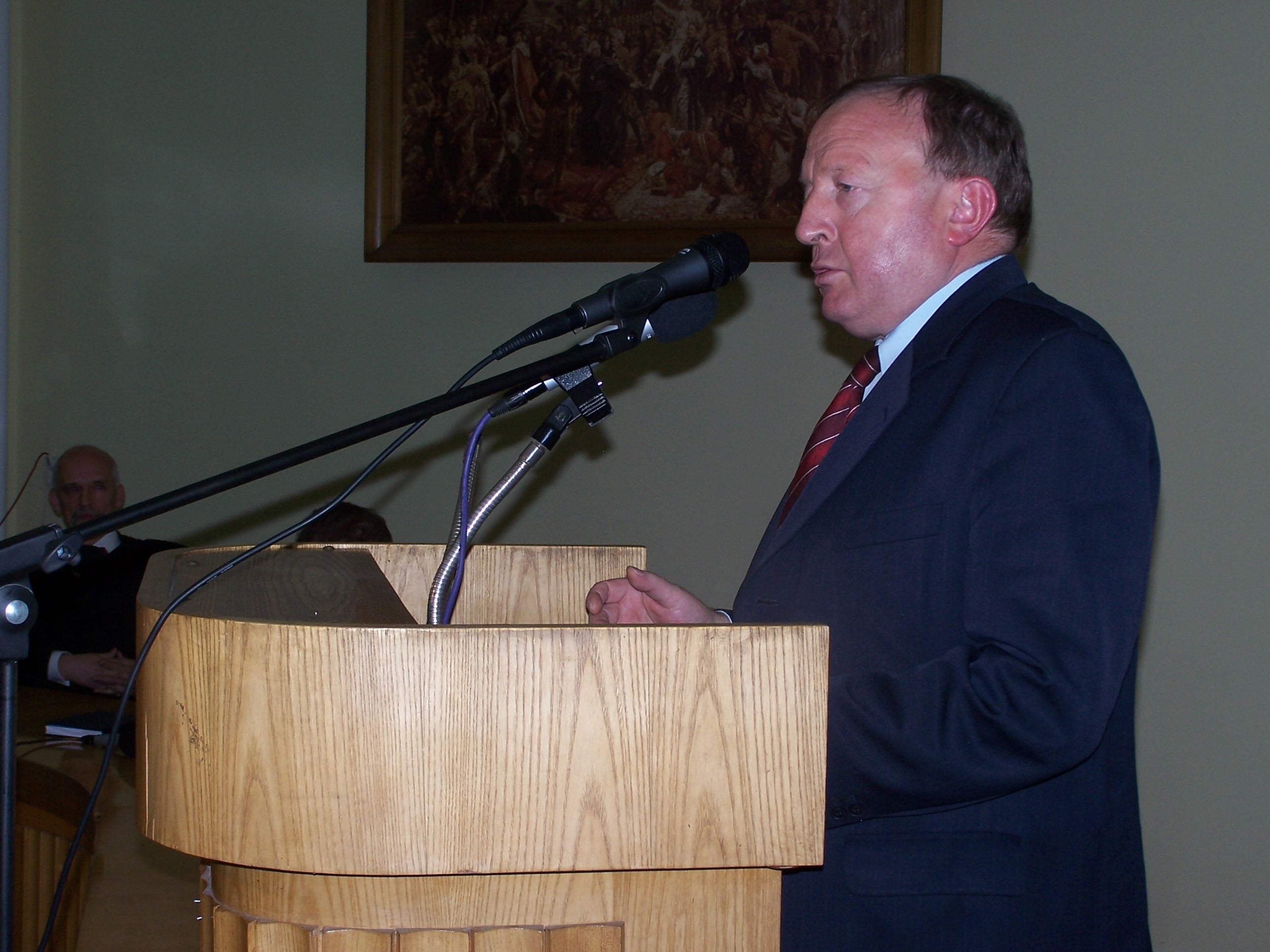
Stanisław Michalkiewicz

Podczas wyborów parlamentarnych w 2001 kandydaci UPR startowali z list Platformy Obywatelskiej. Wedle umowy kandydaci na posłów z rekomendacji Unii Polityki Realnej znaleźli się na ostatnich miejscach list Platformy Obywatelskiej w każdym okręgu wyborczym (w trzech okręgach wystartowało jednak po dwóch kandydatów UPR). Do Senatu UPR wystartowała samodzielnie z wyjątkiem Wrocławia, gdzie lider partii Janusz Korwin-Mikke startował z ramienia komitetu Blok Senat 2001. W wyniku wyborów nikt z UPR nie dostał się do parlamentu RP.
W październiku 2002 na skutek dymisji prezesa Janusza Korwin-Mikkego funkcję szefa partii objął Stanisław Wojtera – radny m.st. Warszawy wybrany z listy Prawa i Sprawiedliwości. Za jego kadencji UPR podjęła m.in. działania na rzecz likwidacji obowiązku montowania kas fiskalnych w taksówkach oraz protesty przeciwko wprowadzeniu ustawy o biopaliwach. Przygotowano projekty nowelizacji ustaw znoszące finansowanie partii politycznych z budżetu państwa oraz likwidujące podatek spadkowy. Wiosną 2004 w wyborach uzupełniających do Senatu we Wrocławiu kandydat UPR Janusz Korwin-Mikke uzyskał 18% poparcia, zajmując 2. miejsce.
W wyborach do Parlamentu Europejskiego w 2004 UPR zarejestrowała swe listy we wszystkich okręgach wyborczych, gromadząc ponad 160 tysięcy podpisów poparcia. W wyborach – przy niskiej frekwencji – UPR uzyskała zaledwie 1,87% głosów i nie zdobyła ani jednego mandatu.
W wyniku uzyskania przez Pawła Piskorskiego mandatu w wyborach do Parlamentu Europejskiego, jego miejsce w Sejmie zajął wiceprezes UPR Leszek Samborski, który jednak w październiku 2004 opuścił partię i został członkiem mazowieckich władz PO.
4 czerwca 2005 Konwentykl UPR wezwał prezesa Stanisława Wojterę do ustąpienia ze stanowiska. Wobec odmowy usiłowano dokonać konstruktywnej zmiany na stanowisku prezesa, jednak żaden z kandydatów nie zdołał uzyskać wymaganej większości 4/5 głosów. W tej sytuacji Konwentykl zwrócił się do Straży o usunięcie prezesa z partii, aby umożliwić zmianę na tym stanowisku, co też wkrótce nastąpiło (wymagana większość w tym przypadku również wynosi 4/5). Był to pierwszy w historii UPR przypadek usunięcia z partii urzędującego prezesa. Na następcę Stanisława Wojtery został wybrany Jacek Boroń. 19 czerwca 2005 działania te zostały unieważnione przez Sąd Naczelny partii. 2 lipca 2005 Konwentykl UPR ponownie wybrał Jacka Boronia na stanowisko prezesa. 19 listopada 2005 złożył on dymisję, a nowym prezesem został Wojciech Popiela.
W wyborach parlamentarnych w 2005 członkowie UPR startowali z list nowo powołanej Platformy Janusza Korwin-Mikke, zdobywając 1,57% głosów przy pięcioprocentowym progu wyborczym. Kandydatem UPR w wyborach prezydenckich był Janusz Korwin-Mikke, który uzyskał 214 116 głosów (1,43%) i nie przeszedł do II tury.
W wyborach parlamentarnych w 2007 członkowie UPR zdecydowali się kandydować do Sejmu z list Ligi Polskich Rodzin w ramach porozumienia Liga Prawicy Rzeczypospolitej, w którego skład weszły, obok UPR, także Liga Polskich Rodzin i Prawica Rzeczypospolitej. Powodem wspólnego startu był termin wyborów (uniemożliwiający zebranie odpowiedniej liczby podpisów) oraz nadzieja na wspólne przekroczenie progu wyborczego. W Warszawie listę LPR otwierał prezes partii Wojciech Popiela, a Janusz Korwin-Mikke startował z pierwszego miejsca na liście w Gdańsku. Komitet Wyborczy LPR zebrał 209 171 głosów w skali kraju (1,3%) i nie uzyskał mandatów poselskich. UPR wystawiła również własnych kandydatów do Senatu, jednak w tej izbie również nie uzyskała mandatów.
W maju 2008 prezes Unii Polityki Realnej Wojciech Popiela zgłosił chęć kandydowania w wyborach uzupełniających do Senatu na Podkarpaciu, jednak ze względu na odmowę zarejestrowania go jako kandydata zrezygnował z funkcji prezesa UPR. Obowiązki prezesa partii przejął tymczasowo Stanisław Żółtek.
Na Konwentyklu UPR zakończonym 7 czerwca 2008 na nowego prezesa partii został wybrany Bolesław Witczak, pokonując w głosowaniu Janusza Korwin-Mikkego.
24 listopada 2008 UPR ogłosiła samodzielny start w wyborach do Parlamentu Europejskiego w 2009. W wyborach 7 czerwca 2009 uzyskała 81 146 głosów (1,1%), nie osiągając progu wyborczego i zajmując 9. miejsce.
W październiku 2009 z partii odszedł Janusz Korwin-Mikke, a inny jej były prezes Stanisław Michalkiewicz zrezygnował z nadanego mu honorowego członkostwa.

### Rozłam w UPR
9 stycznia 2010 Konwentykl UPR po raz pierwszy w historii partii powołał na prezesa kobietę, dotychczasową I wiceprezes partii – Magdalenę Kocik, jednak część działaczy UPR zakwestionowała legalność Konwentyklu. 17 lutego 2010 zwołali oni Konwentykl, na którym obrany na prezesa został Stanisław Żółtek. We wrześniu 2010 sąd rejestrowy uznał wybór Magdaleny Kocik na prezesa partii za nieważny, pozostawiając w rejestrze jako prezesa Bolesława Witczaka. W marcu 2011 Sąd Okręgowy w Warszawie odrzucił wniosek o wpisanie Stanisława Żółtka do ewidencji jako prezesa partii. 12 lipca tego samego roku jego apelacja została odrzucona przez warszawski sąd apelacyjny. 12 września 2011 Sąd Okręgowy w Warszawie wpisał do ewidencji partii politycznych Bartosza Józwiaka jako prezesa UPR.

#### UPR Magdaleny Kocik
Stronnictwo nie wystawiło, ani nie poparło oficjalnie żadnego kandydata na prezydenta w przyspieszonych wyborach prezydenckich. Mimo orzeczenia sądu rejestrowego z września 2010, uznawało Magdalenę Kocik za prezesa partii.
W wyborach samorządowych w 2010 partia wystawiła listy pod własną nazwą. Listy do sejmików wojewódzkich zarejestrowała w połowie województw, uzyskując 0,44% (16. wynik) w skali kraju. W Warszawie UPR wystartowała w koalicji z Prawicą Rzeczypospolitej. Wspólnym kandydatem obu ugrupowań na prezydenta miasta był działacz Prawicy Piotr Strzembosz. W innych miejscowościach działacze UPR startowali z list różnych komitetów, uzyskując m.in. w Piasecznie mandat radnego.
19 lutego 2011, w wyniku obrad Konwentu i Konwentyklu, zwołanych zarówno przez Bolesława Witczaka, jak i Magdalenę Kocik, zostały wybrane nowe władze UPR z prezesem Bartoszem Józwiakiem na czele.

#### UPR Stanisława Żółtka
Część partii uznająca prezesurę Stanisława Żółtka utworzyła własną stronę internetową i podjęła ścisłą współpracę z partią Wolność i Praworządność. Nie wystawiła kandydata na prezydenta, udzielając jednak czynnego poparcia Januszowi Korwin-Mikkemu.
9 października 2010 formacja podjęła decyzję o połączeniu się z wyrejestrowaną 3 dni wcześniej WiP i utworzeniu ugrupowania Unia Polityki Realnej – Wolność i Praworządność. 3 grudnia został złożony wniosek o rejestrację partii. W wyborach samorządowych w 2010 grupy te wystartowały wspólnie ramach komitetu wyborczego „Ruch Wyborców Janusza Korwin-Mikke”, który wystawił listy kandydatów głównie do sejmików, co miało miejsce w 13 województwach. Najlepsze rezultaty RW JKM uzyskał w województwach małopolskim (2,69%) i mazowieckim (2,32%). W skali kraju kandydaci RW JKM uzyskali 1,22% głosów, co dało 7. miejsce spośród wszystkich komitetów. Kilku działaczy UPR było kandydatami komitetu na prezydentów miast. Uznawany za prezesa Stanisław Żółtek ubiegał się o urząd prezydenta Krakowa, uzyskując 1,56% głosów, co było 4. wynikiem spośród 6 kandydatów. W Warszawie kandydatem komitetu był Janusz Korwin-Mikke.
25 marca 2011 UPR-WiP została zarejestrowana. Stanisław Żółtek został I wiceprezesem, a Robert Maurer (dotychczasowy II wiceprezes tej części UPR) III wiceprezesem ugrupowania. Prezesem UPR-WiP został Janusz Korwin-Mikke, a 12 maja tego samego roku partia przyjęła nazwę „Kongres Nowej Prawicy”. Nieliczni członkowie UPR znaleźli się na listach tego ugrupowania w wyborach parlamentarnych w 2011.

### UPR od 2011

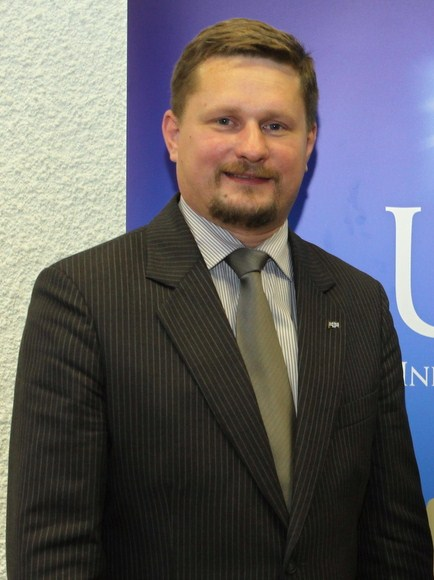
Bartosz Józwiak

Po odejściu działaczy, którzy współtworzyli nową partię Janusza Korwin-Mikkego, ustały spory dotyczące przywództwa w UPR, kierowanej od lutego 2011 przez Bartosza Józwiaka. W czerwcu tego samego roku UPR zawarła porozumienie z Prawicą Rzeczypospolitej w sprawie startu z list tej partii w wyborach parlamentarnych. Komitet Prawicy uzyskał w wyborach 0,24% głosów.
11 listopada 2012 UPR wraz z kilkoma innymi organizacjami (m.in. Młodzieżą Wszechpolską i Obozem Narodowo-Radykalnym) współtworzyła szersze, nieformalne ugrupowanie Ruch Narodowy. 13 czerwca 2013 powołano nową młodzieżówkę partii – dotychczasową Sekcję Młodzieżową UPR zastąpiło Stowarzyszenie „Młodzi dla Polityki Realnej”. Współpraca tego stowarzyszenia z UPR jednak uległa rozluźnieniu.
W wyborach do Parlamentu Europejskiego w 2014 działacze UPR znaleźli się na listach komitetu RN (który uzyskał 1,4% głosów, nie osiągając progu wyborczego). W wyborach samorządowych w tym samym roku UPR także znalazła się na listach komitetu RN.
10 grudnia 2014 UPR współtworzyła Ruch Narodowy jako partię, jednak nie rozwiązała się. Prezes UPR Bartosz Józwiak został jednym z wiceprezesów RN. Działacze UPR znaleźli się także wśród pełnomocników regionalnych nowej partii.
W wyborach prezydenckich w 2015 kandydatem RN był Marian Kowalski (były wieloletni działacz UPR), który uzyskał 0,52% głosów, zajmując 9. miejsce spośród 11 kandydatów. W II turze UPR poparła Andrzeja Dudę z PiS, choć cały RN nie udzielił poparcia żadnemu z kandydatów.
W czerwcu 2015 Piotr Lisiecki z UPR zastąpił Bartosza Józwiaka na funkcji wiceprezesa RN. Bartosz Józwiak w tym samym roku wystąpił z RN.
W wyborach parlamentarnych w 2015 działacze RN kandydowali do Sejmu z ramienia KWW Kukiz’15, z jego ramienia wystartowało też kilku członków UPR (ponadto dwaj działacze Unii znaleźli się na listach KWW Grzegorza Brauna „Szczęść Boże!”). Posłami zostali prezes UPR Bartosz Józwiak i Jakub Kulesza. Z własnego komitetu partia wystawiła jednego kandydata na senatora (w okręgu nr 92, w Wielkopolsce), który zdobył 6190 (4,33%) głosów, zajmując ostatnie, 5. miejsce. Bartosz Józwiak i Jakub Kulesza pozostali w Sejmie członkami klubu poselskiego Kukiz’15. Jakub Kulesza objął w nim funkcję rzecznika prasowego. Z początkiem 2017 roku do UPR przystąpił inny poseł tego klubu Tomasz Rzymkowski, który 12 sierpnia tego samego roku został I wiceprezesem partii. Członkinią partii została także inna posłanka klubu Kukiz’15 Elżbieta Zielińska, która w lutym 2018 objęła funkcję II wiceprezesa UPR.
W wyborach samorządowych w październiku 2018 działacze UPR startowali w ramach ruchu Kukiz’15. Z ramienia lokalnego komitetu związanego m.in. z tym ugrupowaniem, a także z partią Janusza Korwin-Mikkego KORWiN (Wolność), na prezydenta Lublina wystartował Jakub Kulesza, zajmując 3. miejsce spośród 6 kandydatów (uzyskał niespełna 3% głosów). Z ramienia KWW Kukiz’15 na prezydenta Nowej Soli startował Krzysztof Garwoliński (zajmując ostatnie, 4. miejsce z wynikiem nieco ponad 2% głosów), a na burmistrza Wrześni prezes partii Bartosz Józwiak (z wynikiem nieco ponad 5% głosów również zajął ostatnie, 4. miejsce). 5 dni po wyborach poseł Jakub Kulesza opuścił UPR (i Kukiz’15), przechodząc do Wolności. Wiosną 2019 z UPR odeszli także posłowie oraz wiceprezesi partii Tomasz Rzymkowski i Elżbieta Zielińska. W wyborach do Parlamentu Europejskiego w maju 2019 sekretarz generalny UPR Wojciech Wilkowski kandydował z listy komitetu Kukiz’15, który nie uzyskał mandatów.
9 sierpnia 2019 powstało koło poselskie partii utworzone przez Bartosza Józwiaka, Tomasza Jaskółę, Jerzego Kozłowskiego i Elżbietę Zielińską, którzy tego dnia opuścili klub Kukiz’15. Przewodniczącym koła został Jerzy Kozłowski. W wyborach parlamentarnych w tym samym roku UPR pomimo rejestracji komitetu nie wystartowała. Posłowie partii Jerzy Kozłowski i Elżbieta Zielińska bez powodzenia ubiegali się o poselską reelekcję z list Prawa i Sprawiedliwości (Elżbieta Zielińska w lutym 2022 objęła zwolniony mandat poselski, zostając posłanką PiS, do którego przystąpiła).
21 lutego 2020 UPR przystąpiła do europejskiej partii międzynarodowej Europejski Chrześcijański Ruch Polityczny (do której wśród polskich partii należy także od 2015 Prawica Rzeczypospolitej). W wyborach prezydenckich w 2020 UPR w I turze nie udzieliła poparcia żadnemu z kandydatów, natomiast w II turze poparła ubiegającego się o reelekcję Andrzeja Dudę. W wyborach parlamentarnych w 2023 ugrupowanie nie wystartowało, natomiast jego członek Michał Wojciechowski był kandydatem do Sejmu z listy Konfederacji Wolność i Niepodległość. W wyborach samorządowych w 2024 prezes partii Bartosz Józwiak startował bez powodzenia z ramienia lokalnego komitetu do rady powiatu wrzesińskiego. W wyborach do Parlamentu Europejskiego w tym samym roku UPR powołała wraz z partią Roberta Bąkiewicza Niepodległość koalicyjny komitet Polexit Niepodległość, który nie wystawił kandydatów. W wyborach prezydenckich w 2025 UPR w I turze nie udzieliła poparcia żadnemu z kandydatów, natomiast w II turze opowiedziała się za Karolem Nawrockim (współpracującym z PiS prezesem IPN).

## Program partii
1. Prywatyzacja (z licytacji lub poprzez emisję akcji na giełdzie) przedsiębiorstw państwowych z ewentualnym wykluczeniem zasobów naturalnych kraju oraz przekazanie uzyskanych środków na Fundusz Rezerwy Demograficznej, z przeznaczeniem na wypłaty bieżących oraz przyszłych emerytur.
2. Gminy oraz województwa jako jednostki administracji lokalnej.
3. Administracja centralna składająca się z maksymalnie pięciu ministerstw o obszarze działania: finanse, obrona narodowa, sprawiedliwość, bezpieczeństwo wewnętrzne, sprawy zagraniczne, sprawy społeczne.
4. Likwidacja podatków PIT i CIT, zakaz opodatkowywania dochodów osób fizycznych oraz umożliwienie opodatkowania firm poprzez podatek obrotowy nieprzekraczający 1,5%.
5. Zakaz uchwalania przez jakiekolwiek jednostki administracji państwowej wydatków niemających pokrycia w dochodach.
6. Emerytura wypłacana w wysokości minimum socjalnego 65-letniemu obywatelowi Polski, który przepracował w kraju co najmniej 30 lat oraz likwidacja przywilejów emerytalnych z zachowaniem 10-letniego okresu wypowiedzenia.
7. Wprowadzenie dobrowolności ubezpieczeń zdrowotnych i emerytalnych.
8. Zasiłek w wysokości minimum socjalnego przysługujący osobom niezdolnym do samodzielnej egzystencji i pozbawionym jakiejkolwiek rodziny w stopniu pierwszego lub drugiego pokrewieństwa.
9. Prowadzenie spraw przed sądem w sposób ciągły, każdego dnia roboczego, aż do zakończenia rozprawy wyrokiem. Losowanie sędziów do sprawy.
10. Wprowadzenie płatnych studiów wyższych oraz utrzymanie obowiązkowej edukacji podstawowej. Edukacja podstawowa i średnia oparta na bonie edukacyjnym.
11. Zakaz ingerencji państwa w umowy pomiędzy przedsiębiorstwami prywatnymi, osobami fizycznymi lub osobami fizycznymi i przedsiębiorstwami prywatnymi.
12. Zakaz finansowania stowarzyszeń (w tym związków zawodowych) oraz partii politycznych z państwowych środków.

### Stanowisko wobec Unii Europejskiej
UPR w kampanii referendalnej w 2003 opowiedziała się przeciwko akcesji do Unii Europejskiej. Rada Główna UPR wezwała do głosowania w referendum przeciwko wejściu III RP do UE. Obecnie oficjalnie UPR akceptuje wyrażoną w referendum chęć obywateli uczestnictwa w strukturach Unii Europejskiej, jednak ma zamiar podjąć współpracę z zagranicznymi partiami oraz instytucjami społecznymi, które za cel stawiają sobie ograniczenie roli Unii Europejskiej do Europy wolnej dla przepływu towarów, osób oraz kapitału, z wykluczeniem legislacyjnej roli Unii Europejskiej.
UPR jest przeciwna planowanemu przystąpieniu Polski do strefy euro.

## Symbolika UPR

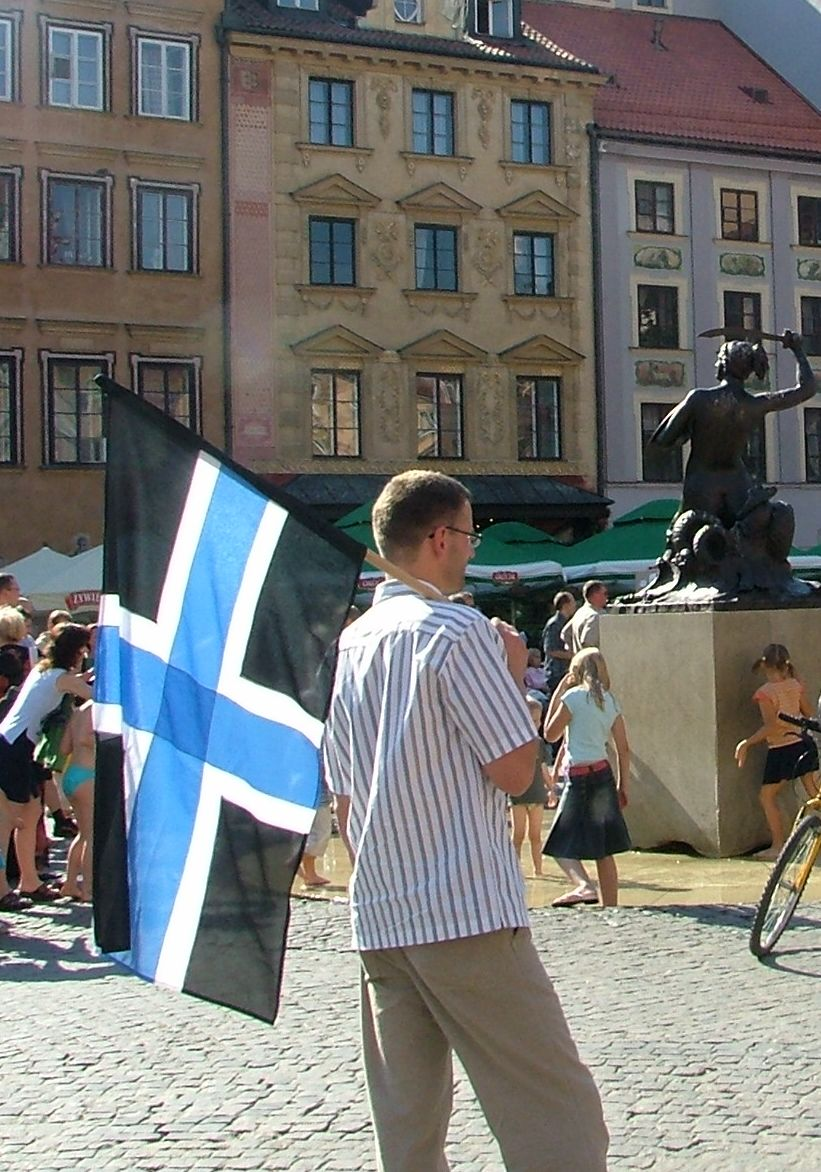
Flaga UPR

Flaga Unii Polityki Realnej przedstawia wariację kolorystyczną krzyża św. Jerzego, patrona rycerzy. Kolory flagi mają symbolizować: walkę o wierność (kolor niebieski), czystość (kolor biały) i wolność (kolor czarny). Władze krajowe UPR używają czasem flagi z biało-czerwoną wstęgą biegnącą skośnie pod krzyżem, a władze lokalne – ze wstęgą w barwach regionu, względnie herbem umieszczonym na lewym dolnym kantonie flagi.

## Struktura i działacze
Organami statutowymi UPR są obecnie: Konwent, Prezes, Prezydium UPR, Rada Główna, Sąd Naczelny oraz Centralna Komisja Rewizyjna. Po odejściu z partii byłego prezesa UPR Janusza Korwin-Mikkego i działaczy z nim związanych usunięto ze statutu dawne organa: Konwentykl, Radę Sygnatariuszów oraz Straż.
Obecnie statut wyróżnia trzy kategorie członków: kandydatów, członków zwyczajnych oraz członków honorowych. Różni to się od dawnego statutu, który dodatkowo wyróżniał jeszcze członków wspierających, członków nadzwyczajnych oraz członków sygnatariuszów (członkowie założyciele oraz członkowie zwyczajni, którzy zostali sygnatariuszami na mocy decyzji straży).
W odróżnieniu od dawnego statutu UPR stworzonego przez Janusza Korwin-Mikkego obecnie prezesa partii wybiera konwent (zjazd wszystkich członków partii), natomiast dawniej prezesa wybierał konwentykl (niewybrani przez nikogo członkowie założyciele partii). Także prezesi okręgów są wybierani przez wszystkich członków z danego okręgu, natomiast dawniej mianował ich prezes partii.

### Zarząd UPR
Prezes:
- Bartosz Józwiak

Wiceprezes:
- Rafał Długosz

Sekretarz generalny:
- Bolesław Witczak

Skarbnik:
- Sylwia Domaradzka

### Prezesi UPR
| Lp.  | Portret | Imię i nazwisko         | od   | do      |
| ---- | ------- | ----------------------- | ---- | ------- |
| 1.   |         | Janusz Korwin-Mikke     | 1990 | 1997    |
| 2.   |         | Stanisław Michalkiewicz | 1997 | 1999    |
| (1.) |         | Janusz Korwin-Mikke     | 1999 | 2002    |
| 3.   |         | Stanisław Wojtera       | 2002 | 2005    |
| 4.   |         | Jacek Boroń             | 2005 | 2005    |
| 5.   |         | Wojciech Popiela        | 2005 | 2008    |
| –    |         | Stanisław Żółtek (p.o.) | 2008 | 2008    |
| 6.   |         | Bolesław Witczak        | 2008 | 2011    |
| 7.   |         | Bartosz Józwiak         | 2011 | obecnie |

### Posłowie UPR
- I kadencja: Janusz Korwin-Mikke, Lech Pruchno-Wróblewski, Andrzej Sielańczyk (wszyscy 1991–1993) – wybrani z list UPR; Antoni Dzierżyński (1993) – wybrany z listy Wyborczej Akcji Katolickiej
- II kadencja: Jan Skrobisz (1995–1997) – wybrany z listy Konfederacji Polski Niepodległej
- IV kadencja: Leszek Samborski (2004) – wybrany z listy Platformy Obywatelskiej
- VIII kadencja: Bartosz Józwiak (2015–2019), Jakub Kulesza (2015–2018), Tomasz Rzymkowski (2017–2019), Elżbieta Zielińska (2017–2019, 2019), Tomasz Jaskóła (2019), Jerzy Kozłowski (2019) – wybrani z list Kukiz’15

Koło poselskie UPR funkcjonowało w latach 1991–1993 oraz w 2019.

## Poparcie
| Wybory | Poparcie | Zmiana punktów procentowych | Mandaty (Sejm) | Zmiana | Mandaty (Senat) | Zmiana |
| ------ | -------- | --------------------------- | -------------- | ------ | --------------- | ------ |
| 1991   | 2,26%    | –                           | 3/460          | –      | 0/100           | –      |
| 1993   | 3,18%    | 0,92                        | 0/460          | 3      | 0/100           | –      |
| 1997   | 2,03%    | 1,15                        | 0/460          | –      | 0/100           | –      |
| 2001   | –        | –                           | 0/460          | –      | 0/100           | –      |
| 2005   | 1,57%    | –                           | 0/460          | –      | 0/100           | –      |
| 2007   | –        | –                           | 0/460          | –      | 0/100           | –      |
| 2011   | –        | –                           | 0/460          | –      | 0/100           | –      |
| 2015   | –        | –                           | 2/460          | 2      | 0/100           | –      |
| 2019   | –        | –                           | 0/460          | 2      | 0/100           | –      |
| 2023   | –        | –                           | 0/460          | –      | 0/100           | –      |

| Wybory | Poparcie | Zmiana punktów procentowych | Mandaty | Zmiana | L. miejsc dla Polski |
| ------ | -------- | --------------------------- | ------- | ------ | -------------------- |
| 2004   | 1,87%    | –                           | 0/54    | –      | 54                   |
| 2009   | 1,10%    | 0,77                        | 0/50    | –      | 50                   |
| 2014   | –        | –                           | 0/51    | –      | 51                   |
| 2019   | –        | –                           | 0/51    | –      | 51                   |
| 2024   | –        | –                           | 0/53    | –      | 53                   |

| Wybory | Kandydat                                         | Głosowanie | Poparcie | Miejsce |
| ------ | ------------------------------------------------ | ---------- | -------- | ------- |
| 1995   | Janusz Korwin-Mikke                              | I tura     | 2,40%    | 8.      |
| 2000   | Janusz Korwin-Mikke                              | I tura     | 1,43%    | 6.      |
| 2005   | Janusz Korwin-Mikke                              | I tura     | 1,43%    | 6.      |
| 2010   | Nie poparła żadnego kandydata.                   | –          | –        | –       |
| 2015   | Marian Kowalski (jako kandydat Ruchu Narodowego) | I tura     | 0,52%    | 9.      |
| 2020   | Nie poparła żadnego kandydata.                   | –          | –        | –       |
| 2025   | Nie poparła żadnego kandydata.                   | –          | –        | –       |